# Saint-Romain-d'Urfé
Saint-Romain-d'Urfé là một xã trong tỉnh Loire miền trung nước Pháp.